# V479 Scuti
V479 Scuti eller LS 5039, är en dubbelstjärna i södra delen av stjärnbilden Skölden. Den har en skenbar magnitud av ca 11,27 och kräver ett teleskop för att kunna observeras. Baserat på parallax enligt Gaia Data Release 1 på ca 0,585 mas, beräknas den ligga på ett avstånd av ca 8 200 ljusår (ca 2 500 parsec) från solen. Den rör sig bort från  solen med en heliocentrisk radialhastighet av 17 km/s.

## Egenskaper

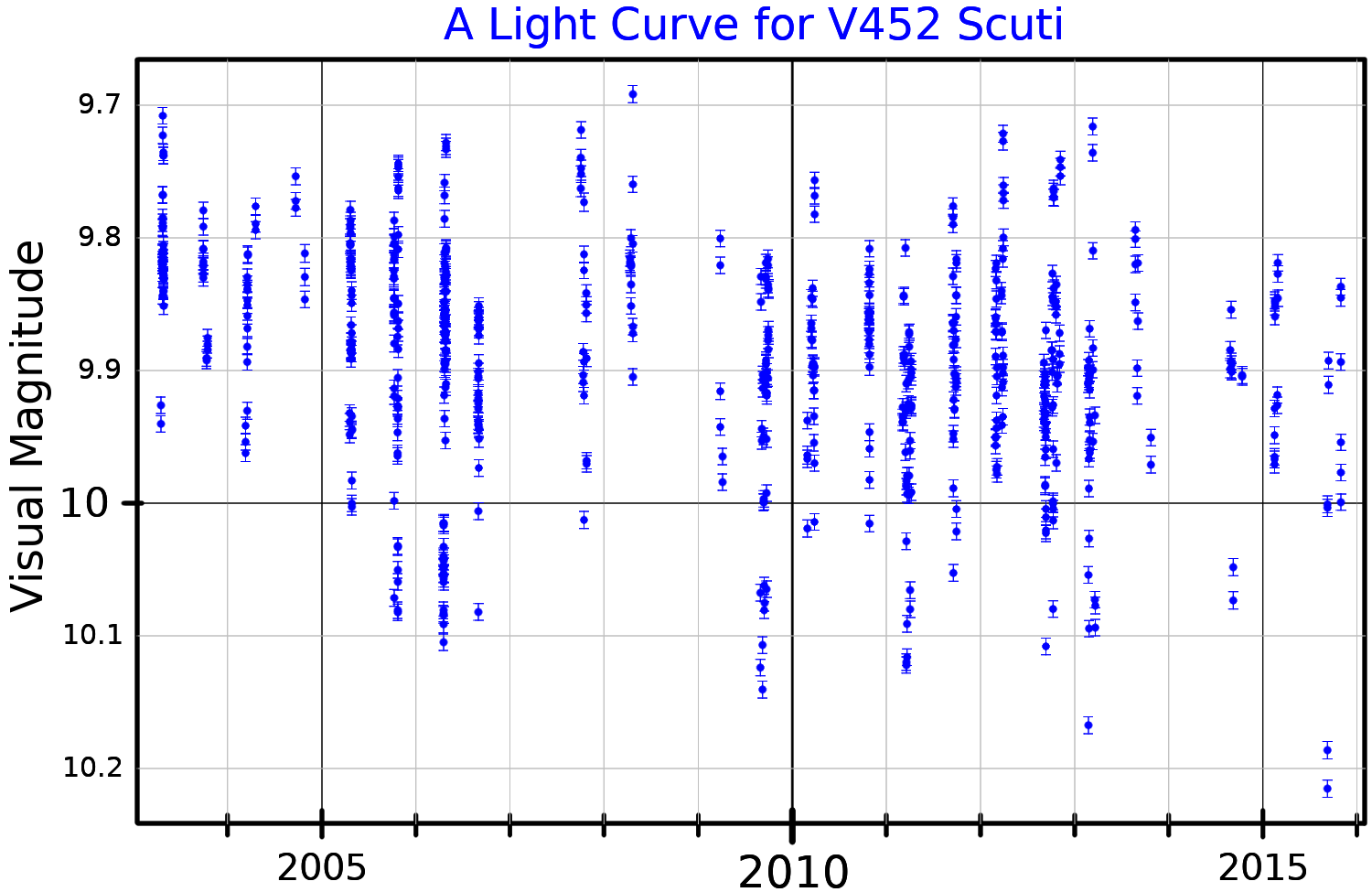
Bredbands ljuskurva för V479 Scuti, plottad efter Sarty et al. (2011).

LS 5039 består av en massiv huvudseriestjärna av spektralklass O(f)N6.5 V och ett kompakt objekt (troligen ett svart hål), som sänder ut gammastrålning med HE (hög energi) och VHE (mycket hög energi). Den är ett av de endast tre kända stjärnsystemen av detta slag, tillsammans med LS I +61 303 och PSR B1259-63. De två objekten kretsar kring varandra med en omloppsperiod av 3,9 dygn i en bana med en excentricitet av 0,31. Dessutom är den en av de få massiva röntgenbinärer som är kända för att vara associerade med radioemission.
Primärstjärnan har en massa av ca 23 solmassor, en radie av ca 9,3 solradier och utsänder från dess fotosfär motsvarande 182 000 gånger solen vid en effektiv temperatur av ca 39 000 K. Följeslagaren har en beräknad massa av ca 3,7 solmassor och en förmodad radie av 10,93 km.